# Астров, Николай Александрович
Никола́й Алекса́ндрович А́стров (1906—1992) — советский инженер-конструктор бронетехники. На военной службе с 1945 года. Герой Социалистического Труда (1976). Лауреат трёх Сталинских премий и Государственной премии СССР. Инженер-полковник (3.03.1945).

## Биография
Родился 15 (28) апреля 1906 года в Москве, в семье профессора Императорского Московского технического училища (ИМТУ). Русский.
В 1919 году отец был арестован органами ВЧК и расстрелян по обвинению в участии в контрреволюционном заговоре. Николая вместе с матерью выслали из Москвы. Окончив школу в 1924 году, поступил чертёжником в НАМИ, где участвовал в проектировании заднего моста первого советского легкового автомобиля НАМИ-1.
В 1928 году окончил ГЭМИКШ. С 1928 года — конструктор на Московском электрозаводе.
В 1929 году был арестован и помещён в «шарашку» ЦКБ-39 при Бутырской тюрьме, где проявил себя как перспективный конструктор, способный принести большую пользу в оборонном оснащении Красной армии.
В 1929—1930 годах ассистент в Московском электромеханическом институте. С декабря 1931 по май 1934 года работал инженером-конструктором, затем начальником конструкторского бюро в Автотракторном КБ технического отдела экономического управления (ЭКУ) ОГПУ, где занимался разработкой конструкций опытных танков ПТ-1, ПТ-1А, Т-29 (Т-29-4, Т-29-5).
В 1934 году назначен главным конструктором завода № 37 в Москве, где под его руководством были созданы малые плавающие танки Т-38 (1935) и Т-40 (1939), гусеничный полубронированный артиллерийский тягач Т-20 «Комсомолец» (1936). Инженер-полковник (1945).
В 1941—1943 годах в должности заместителя главного конструктора Горьковского автозавода по спецпроизводству руководил созданием лёгких танков Т-30, Т-60 (1941), Т-70 (1942), Т-80 (1943), самоходной установки СУ-76М (на базе танка Т-70) и ряда других опытных образцов танков и САУ.
С 1943 года работал на Мытищинском машиностроительном заводе (до 1948 — завод № 40). Важным техническим достижением в то время явилось широкое использование автомобильных агрегатов, а также применение спаренной установки серийных двигателей для увеличения мощности силовой установки танков и САУ.
До ухода на пенсию в 1985 году в должности главного конструктора ММЗ возглавлял разработку авиадесантных самоходных установок АСУ-57 и АСУ-85, самоходной установки ЗСУ-23-4 зенитного артиллерийского комплекса «Шилка», артиллерийского тягача АТП, шасси под зенитные ракетные комплексы «Куб», «Бук», «Тор» и «Тунгуска». В качестве своего рода хобби Астров спроектировал прицеп для легковых автомобилей ММЗ-8101, пошедший в серию в 1976 году.
Всего им создано двадцать шесть типов боевых машин пяти семейств. Доктор технических наук (1976), профессор.
После выхода на пенсию жил в Подмосковье.
Умер 4 апреля 1992 года. Похоронен на Аксиньинском кладбище (село Аксиньино) в Одинцовском районе Московской области.

## Награды и звания
- Герой Социалистического Труда (21 мая 1976)
- Три ордена Ленина (20 января 1943; 22 августа 1966; 21 мая 1976)
- Орден Отечественной войны II степени (16 сентября 1945)
- Два ордена Трудового Красного Знамени (28 октября 1944; 19 мая 1956)
- Орден Красной Звезды (10 марта 1936)
- Медали
- Сталинская премия I степени (10 апреля 1942) — за разработку конструкций новых типов лёгких танков
- Сталинская премия II степени (1943) — за усовершенствование конструкции танка
- Сталинская премия III степени (1951) — за работу в области вооружения
- Государственная премия СССР (1967)
- Заслуженный деятель науки и техники РСФСР (1979)